# Trzcianka (powiat bydgoski)
Trzcianka – osada leśna w Polsce, położona w województwie kujawsko-pomorskim, w powiecie bydgoskim, w gminie Solec Kujawski.
W latach 1975–1998 miejscowość administracyjnie należała do województwa bydgoskiego.

## Położenie
Trzcianka położona jest w gminie Solec Kujawski, w Puszczy Bydgoskiej, przy dawnym trakcie bydgosko-gniewkowskim, obecnie drodze leśnej prowadzącej z Żółwina i Wypalenisk do dawnej wsi Kabat.

## Charakterystyka
Osada znajduje się na niewielkiej polanie w Puszczy Bydgoskiej. Od południa sąsiaduje z solecko-chrośnieńskim kompleksem wydm śródlądowych. Wzdłuż drogi przecinającej osadę wiedzie  szlak „Puszczański” z Bydgoszczy-Łęgnowa na przełaj przez Puszczę Bydgoską do Gniewkowa.

## Historia
Geneza osady wiąże się z osadnictwem olęderskim na obszarze Puszczy Bydgoskiej, popieranym w XVII i XVIII wieku przez starostów bydgoskich i soleckich. Nieliczni osadnicy podobnie, jak w sąsiednich miejscowościach: Rudach, Chrośnie, czy Kabacie przystąpili do karczowania lasów oraz osuszania bagien.
Trzcianka należała niegdyś do starostwa bydgoskiego, potem soleckiego. Po I rozbiorze Polski została zabrana przez rząd pruski i wcielona do domeny bydgoskiej. Miejscowość oznaczono na mapie Schröttera z końca XVIII wieku. W XIX wieku i I połowie XX w. należała administracyjnie do wsi Kabat, położonej kilka kilometrów dalej na południowym wschodzie.
W 1783 r. w Trzciance władze pruskie założyły wypalarnię wapna, korzystając z pozyskiwanego na miejscu surowca. Wybrano to miejsce z uwagi na rozległe lasy. Jako surowiec używano drewna, a na początku XIX w. z gorszym skutkiem usiłowano stosować torf. Wapno było poszukiwanym produktem potrzebnym przy wznoszeniu budowli hydrotechnicznych Kanału Bydgoskiego i innych budynków na terenie Bydgoszczy i powiatu.
Spis miejscowości rejencji bydgoskiej z 1860 r. podaje, że w osadzie Seebruch Kalkbrennerei (leśniczówka i wypalania wapna) mieszkało 39 osób (wszyscy ewangelicy) w 5 domach. Miejscowość należała do wsi Kabat, do parafii katolickiej i ewangelickiej w Solcu. Dzieci (chłopcy) uczęszczały do szkoły ludowej w Kabacie. Z kolei dla roku 1884 Słownik geograficzny Królestwa Polskiego podaje, że Trzcianka, zwana także Wapiennia (niem. Seebruch, tłum. Jeziorne Błoto) była wsią i leśniczówką położoną 6 km na południowy zachód od Solca. Należała do okręgu wiejskiego Kabat i leżała wśród lasów. Leśniczówka należała do nadleśnictwa w Solcu. W 5 domach mieszkało tu 44 osób.